# Altarabische Religion

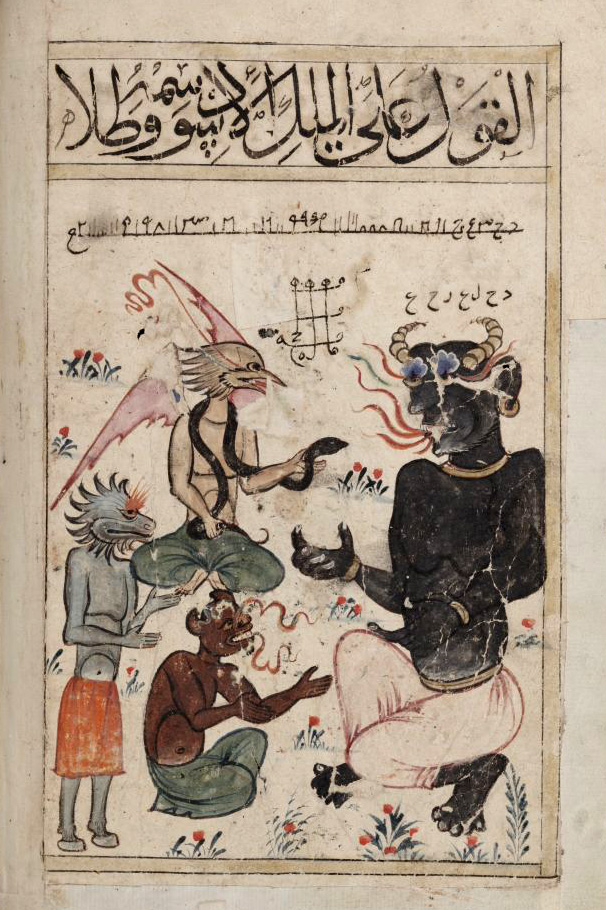
Dschinns sind Naturgeister, Dämonen oder menschliche Geister. Sie können sowohl gut als auch böse sein.

Altarabische Religion ist ein Sammelbegriff für die ethnischen Glaubensvorstellungen der Araber auf der arabischen Halbinsel vor dem Aufstieg des Islams im 7. Jahrhundert.
Es handelt sich um eine polytheistische Religion mit stark ausgeprägtem Ahnenkult und dem Glauben an Geistwesen (Dschinns).